# المؤسسة الليبية للاستثمار
|  | هذا قالب لصيانة الأسلوب في ويكيبيديا العربية. تُستعمل قوالب صيانة الأسلوب لاقتراح إدخال تحسينات إلى أسلوب صياغة وترتيب محتوى مقالة ما. |

المؤسسة الليبية للاستثمار، شركة قابضة حكومية تعتبر صندوق الثروة السيادية لليبيا. أسست المؤسسة الليبية للإستثمار في 28 أغسطس من سنة 2006 بموجب القرار رقم 208 الصادر عن اللجنة الشعبية العامة «سابقاً».وتم إعادة تنظيمها بموجب القانون(13) لسنة 2010م، الذي لايزال يعتبر ساري المفعول كجزء من أحكام القانون الليبي. تدير المؤسسة عدة إستثمارات في مختلف المجالات كالسياحة والصناعة والزارعة ومجال التكنولوجيا، إلى جانب الودائع بالبنوك الدولية والمساهمات المالية المدرجة في الأسواق المالية، والهدف منه أنه يكون هناك مصدر ثروة متنوع لمستقبل الاجيال القادمة، وهذا من خلال الاستثمار دولياً وبرؤية مستدامة وطويلة المدى. يرأس السيد أشرف صالح بدر المؤسسة الليبية للإستثمار، فهو يشغل منصب رئيس مجلس الإدارة والمدير التنفيذي للمؤسسة بعد أن تم تعيينه بموجب قرار من مجلس الأمناء رقم (1) عام 2017م.

## نظام الحوكمة
القانون رقم (13) لسنة 2010م بشأن بتنظيم المؤسسة الليبية للاستثمار
يقوم قانون رقم (13) بإقرار الوصاية المستمرة للمؤسسة الليبية للاستثمار، هذا وقد تأسست المؤسسة الليبية للاستثمار منذ سنة 2006م، وتم إعادة تنظيمها بموجب هذا القانون الذي لايزال يعتبر ساري المفعول كجزء من أحكام القانون الليبي.
وتتكون المؤسسة الليبية للإستثمار بموجب القانون رقم (13) ، من الآتي:
•	مجلس الأمناء: وهو الجهة العليا للمؤسسة التي تختص بالإشراف على المؤسسة وإدارتها، وبموجب القانون رقم (13) ، والذي يحمل ذات التأويل القانوني الوارد بالمادة رقم (35) من الإعلان الدستوري لسنة 2011م، الصادر من قبل المجلس الوطني الانتقالي لليبيا، الذي جاء بعد الثورة الليبية سنة 2011م.
ويتكون مجلس الأمناء من: رئيس الوزراء (بمثابة رئيس مجلس الأمناء) ووزراء التخطيط والمالية والاقتصاد والتجارة ومحافظ مصرف ليبيا المركزي، إضافة إلى عدد إثنين من الأعضاء المستقلين من ذوي الخبرة في مجال الاستثمار الدولي، وبموجب المرسوم رقم (2) لسنة 2014م، قام مجلس الوزراء وهو السلطة التنفيذية للحكومة الليبية والذي جاء تعيينه إستنادا لقرار مجلس النواب المنتخب، بإعلان أعضاء مجلس الأمناء وليصبح متكونا من رئيس الوزراء كرئيس لمجلس الأمناء ووزير المالية والاقتصاد ومحافظ مصرف ليبيا المركزي وعضوين مستقلين.
وبحكم كونه منضوياً تحت المنظومة الديمقراطية في ليبيا، فإن مجلس الأمناء يعتبر بمثابة الهيئة الإشرافية ،أما بالنسبة إلى مجلس إدارة المؤسسة الليبية للإستثمار، فيتم تعيينه من قبل مجلس الأمناء ليتكون من عدد سبعة أعضاء غير دائمين بما فيهم رئيس مجلس الإدارة، وهو الجهة المخولة للإشراف على إدارة المؤسسة الليبية للاستثمار.
ويتمتع رئيس مجلس الإدارة، بموجب القانون رقم (13) بصلاحية تمثيل المؤسسة في أي معاملات تجرى مع أطرف ثالثة.

### مجلس الأمناء
يرأس مجلس الأمناء:
رئيس وزراء الحكومة بالدولة الليبية.

### مجلس الإدارة
بموجب قرار من مجلس الأمناء رقم (1) لسنة 2017م، تم تعيين د.علي محمود حسن محمد بمهام رئيس مجلس الإدارة والمدير التنفيذي للمؤسسة الليبية للاستثمار، وتحت قيادته، إستهلت المؤسسة رحلة التحول الشاملة للارتقاء بمعايير الحوكمة والشفافية والمساءلة فيها، وأحرزت تقدماً كبيراً في تحسين التزامها بمبادئ سانتياغو.

## الإستثمارات
يقدر إجمالي الأصول المجمعة بحوالي قيمة 68.4 ملياردولار، وفق أخر تقييم أعد عام 2019م، من قبل شركة ديلويت للمحاسبة الدولية، إلا أن أغلب أصول المؤسسة تخضع للتجميد بموجب قرارات مجلس الأمن الدولي التابع للأمم المتحدة، إبان الثورة الليبية في سنة 2011م، وذلك بعد التصويت بأغلبية كبيرة على القرارات رقم (1970)،(1973)،(2009) لسنة 2011م، الخاصة بفرض عقوبات على الدولة الليبية، والتي من ضمنها تجميد الأصول وكل الأموال والأصول المالية والموارد الاقتصادية الليبية للإستثمار .
ويأتي 50% من هذه الاستثمارات في شكل صناديق ومحافظ إستثمارية تابعة للشركة الليبية للإستثمارات الخارجية (LAFICO)، ومحفظة ليبيا أفريقيا للاستثمار (LAIP)، والمحفظة الاستثمارية طويلة المدى (LTP)، وشركة الاستثمارات النفطية (OilInvest)،والصندوق الليبي للاستثمار الداخلي للتنمية (LLIDF) وتقوم هذه الجهات الفرعية بموافاة مجلس الإدارة بتقاريرها عند إنعقاد الاجتماعات الدورية، وبالرغم من أن الاجتماعات الرسمية قد تعقد على نحو دوري، إلا أن هذه الجهات الفرعية تقوم بالتواصل مع إدارة المساهمات والتقييم بالمؤسسة ومجلس إدارتها بشكل مستمر من خلال إعداد تقارير وإحالتها.
50% من الأصول المتبقية يتم إدارتها بصورة مباشرة من قبل فريق الاستثمار بالمؤسسة والتي يتم إستثمارها في ثلاثة تصنيفات من الأصول:
•	محافظ أسهم والتي يتم إدارتها داخلياً وتتكون من مجموعة أسهم لشركات دولية مرموقة في الأسواق العالمية الرئيسية.
•	الدخل الثابت وأسواق المال والتي يتم إدارتها في محفظة داخلية تتكون من سندات شركات وسندات حكومية بما في ذلك أدوات السوق المال.
•	محفظة صناديق إستثمارات بديلة يتم إدارتها خارجياً.

## أهم الشركات التابعة
- الشركة العربية الليبية للاستثمارات الخارجية
- محفظة ليبيا أفريقيا للإستثمار (LAP).
- المحفظة الاستثمارية طويلة المدى (LTP).
- شركة الإستثمارات النفطية (OilInvest).
- الصندوق الليبي للاستثمار الداخلي والتنمية (LLIDF).[5]